# مهیاباد
مهیاباد یا میاباد نام روستایی است در دهستان القورات از توابع بخش مرکزی شهرستان بیرجند، واقع در استان خراسان جنوبی که بر پایه سرشماری عمومی نفوس و مسکن در سال ۱۳۹۵ جمعیت این روستا ۶۹ نفر (در ۲۸ خانوار) بوده‌است.